# Francisco Javier Suárez Lizano
Francisco Javier Suárez Lizano, també conegut com a Javi Suárez (Saragossa, 31 de gener de 1976) és un exfutbolista aragonès, que ocupà la posició de central.

## Carrera esportiva
Es va formar al planter del Reial Saragossa. Va passar pels diferents equips de l'entitat fins a debutar a la Primera Divisió a la campanya 97/98, tot disputant dos partits. A l'any següent, juga amb el CD Numancia, de la Segona Divisió, on marca un gol en sis partits.
A partir d'ací, la carrera del defensa prossegueix en equips de Segona B i Tercera Divisió: Binéfar (99/00), Cultural Leonesa (00/03), CD Logroñés (03/04), Recreación (04/05), UE Sant Andreu (05/06), SD Huesca (06/07) i Granada CF (07/09).